# Kreis Zerbst
De Kreis Zerbst was een kreis in de Duitse Democratische Republiek. De kreis bestond tussen 1952 en 1994 en maakte deel uit van de Bezirk Maagdenburg en aansluitend van de deelstaat Saksen-Anhalt na de Duitse hereniging. Kreisstadt was Zerbst.

## Geschiedenis
Reeds sinds 1863 bestond er in Anhalt een Landkreis Zerbst, die vanaf 1945 tot het land Saksen-Anhalt en tevens vanaf 1949 tot de DDR behoorde. Op 25 juli 1952 vond er in de DDR een omvangrijke herindeling plaats, waarbij onder andere de deelstaten werden opgeheven en nieuwe Bezirke werden gevormd. De toenmalige Landkreis Zerbst werd daarbij verkleind; een aantal gemeenten gingen op in de nieuwe Kreis Roßlau. Uit het overgebleven gebied werd de nieuwe Kreis Zerbst opgericht met als bestuurszetel Zerbst.
Vijf jaar later, op 20 juni 1957, werd de Kreis Zerbst vergroot met delen van de opgeheven Kreis Loburg.
Op 17 mei 1990 werd de kreis in Landkreis Zerbst hernoemd. Bij de Duitse hereniging later dat jaar werd de landkreis onderdeel van de nieuw gevormde deelstaat Saksen-Anhalt. Vier jaar later, op 1 juli 1994, vond er een herindeling in Saksen-Anhalt plaats en werd de landkreis opgeheven en ging hij op in de Landkreis Anhalt-Zerbst.